# Strilkove
Strilkove (ukr. Стрілкове) je selo u Ukrajini u Heničeskom rajonu, u Hersonskoj oblasti. Po popisu iz 2001. selo je imalo 1372 stanovnika.

## Povijest
Strilkove je osnovano 1835. godine i do 1945. je nosilo ime tatarsko ime Çoqraq ili Chokrak (Чокрак).
Tijekom Krimske krize 2014., 15. ožujka 2014., ruske su zračne postrojbe zauzele selo. Postojbe su se u međuvremenu povukle iz sela, ali i dalje drže pod nadzorom obližnje nalazište zemnog plina.

## Poveznice
- Čongar